# 卖报歌
《賣報歌》是作曲家聶耳在1930年代創作並流傳至今的兒童歌曲。歌曲內容反映小報童苦難的生活，像「飢餓寒冷只有我知道」和「吃不飽睡不好，痛苦的生活向誰告」。全曲為F調，2/4拍子，一段體的結構。作詞人為百代唱片公司歌曲部主任安娥。
歌曲的靈感是來自聶耳在一個隆冬傍晚遇上一名衣衫襤褸的報童「小毛頭」。後來，聯華影片公司1934年排演聶耳作曲的舞台劇《揚子江暴風雨》，聶耳邀請小毛頭飾演劇中的賣報兒童。從此，這首歌廣為傳揚，小毛頭亦進入了電影界，藝名為楊碧君。

## 歌词
啦啦啦！啦啦啦！

我是卖报的小行家，
不等天明去等派报，
一面走，一面叫，
今天的新闻真正好，
七个铜板就买两份报。
啦啦啦！啦啦啦！
我是卖报的小行家，
大风大雨里满街跑，
走不好，滑一跤，
满身的泥水惹人笑，
饥饿寒冷只有我知道。
啦啦啦！啦啦啦！
我是卖报的小行家，
耐饥耐寒地满街跑，
吃不饱，睡不好，
痛苦的生活向谁告，

总有一天光明会来到。

## 資料來源
1. ↑  . 信報財經新聞. 20110-01-31  [2011-01-22]. []